# Paruraecha szetschuanica
Paruraecha szetschuanica är en skalbaggsart som beskrevs av Stefan von Breuning 1935. Paruraecha szetschuanica ingår i släktet Paruraecha och familjen långhorningar. Inga underarter finns listade i Catalogue of Life.